# Casa de los Gobernadores

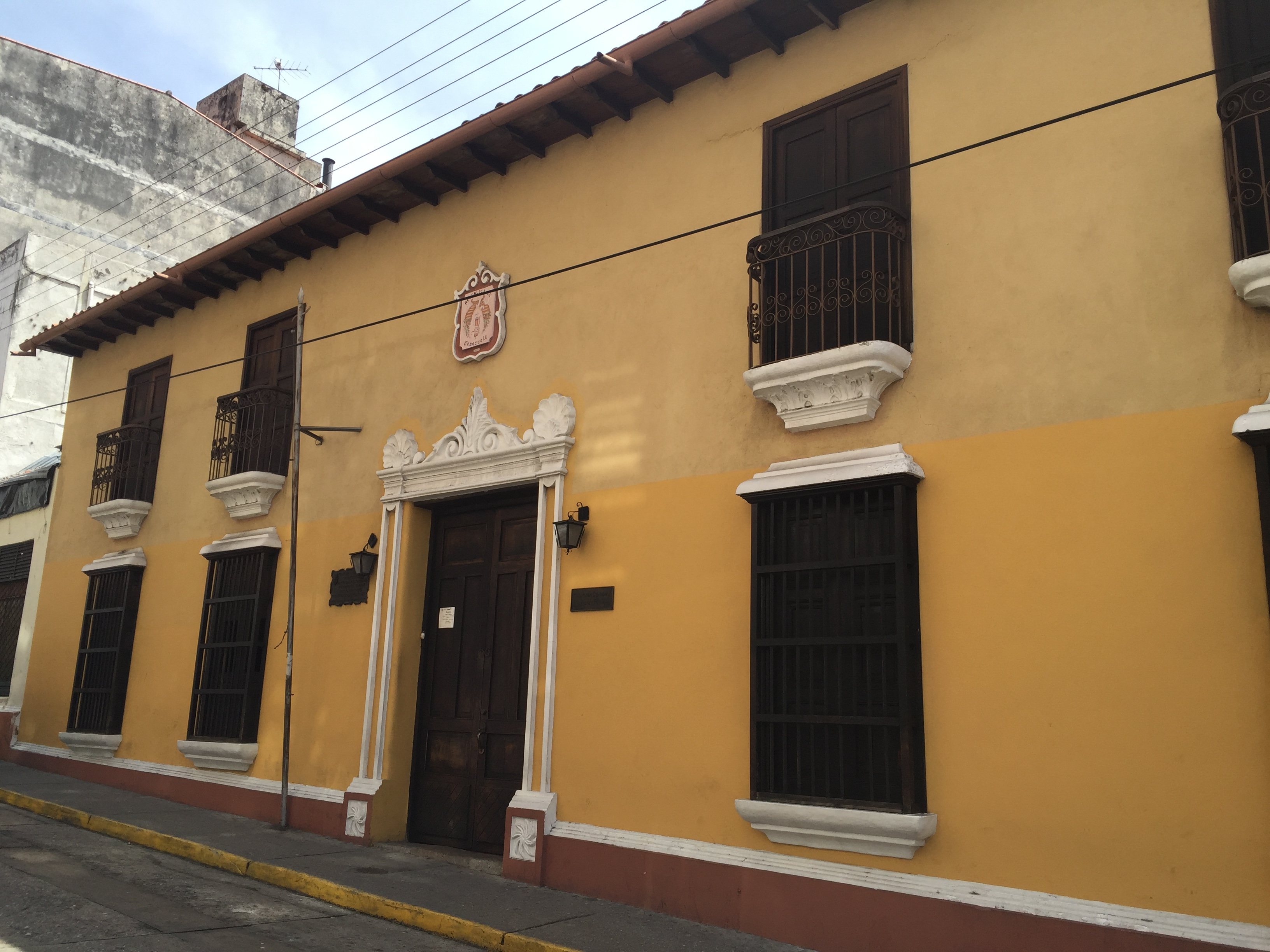
Casa de los Gobernadores.

La Casa de los Gobernadores es una casona ubicada en Mérida, estado Mérida, Venezuela. Es conocida como «de los gobernadores» porque la provincia de Mérida fue la cabecera de la gobernación desde 1625 hasta 1682, durante el dominio español en Venezuela hasta que fue trasladada a Maracaibo. Desde 1980 es un monumento histórico de dicha ciudad, no solo por su valor histórico, sino también porque es una galería de arte que alberga pinturas de los gobernadores de Mérida del siglo XX.

## Historia
Fue construida en 1873 por Lisímaco Gabaldón Uzcátegui en un solar heredado de su padre, Mariano Gabaldón Uzcátegui. Los siguientes 40 años, la casa fue propiedad de sus descendientes, la familia Gabaldón Padredes; hasta que en 1913 es adueñada por Paolo Valeri. No fue sino hasta 1990 cuando el gobierno local adquirió el lugar y fue sometida a un proceso de restauración.

## Estructura
La Casa de los Gobernadores está ubicada en la avenida 3 de Mérida, entre las calles 19 y 20. Consta de una escalera de madera y dos patios acotados por corredores, además de una serie de ventanas y balcones.